# Der Tschekist
Der Tschekist ist ein Filmdrama von Regisseur Alexander Rogoschkin aus dem Jahr 1992. Als erster Film aus der Sowjetunion setzte er sich schonungslos und fast dokumentarisch mit den Verbrechen der Bolschewisten während der Russischen Revolution auseinander. Deshalb wurde er bei den Internationalen Filmfestspielen von Cannes 1992 als Sensation aufgenommen, ohne jedoch ausgezeichnet worden zu sein. In Deutschland liegt der Film nur in einer auf 55 Minuten geschnittenen Fassung vor.

## Handlung
Andrej Srubow ist ein führender Offizier der neu geschaffenen Tscheka im revolutionären Russland nach dem Jahr 1917. Mit der neuen Organisation verbreitet er Angst und Schrecken unter der Bevölkerung einer nicht näher benannten russischen Kleinstadt. Auf der Suche nach echten oder vermeintlichen Andersdenkenden – Aristokraten, christliche Würdenträger, Juden, Intellektuelle und anderen – werden fast wahllos  Männer, Frauen und Kinder verhaftet, binnen kürzester Zeit verhört, abgeurteilt und schließlich erschossen. Srubow wird als distanzierter und kalter, aber nachdenklicher Charakter gezeigt. Von früheren Freunden wird er gemieden, seine Familie wendet sich von ihm ab. Darüber verliert er nach und nach den Verstand.
Weite Teile des Films spielen im Kellergeschoss der Zentrale der Tscheka, wo die erniedrigenden, fließbandartigen Hinrichtungen ebenso gezeigt werden, wie der sehr unterschiedliche Umgang der Opfer der Säuberungen mit ihrem Schicksal und der Umgang mit den nackten Leichen, die wie Vieh über Flaschenzüge aus dem Untergeschoss des Gebäudes zu den abtransportierenden LKWs gebracht werden.